# Xianshan
Xianshan (kinesiska: 岘山, 岘山乡) är en socken i Kina. Den ligger i provinsen Hunan, i den södra delen av landet, omkring 160 kilometer sydväst om provinshuvudstaden Changsha. Antalet invånare är 61153. Befolkningen består av 29 357 kvinnor och 31 796 män. Barn under 15 år utgör 20,0 %, vuxna 15-64 år 69 %, och äldre över 65 år 10,0 %.
Genomsnittlig årsnederbörd är 1 624 millimeter. Den regnigaste månaden är maj, med i genomsnitt 233 mm nederbörd, och den torraste är oktober, med 32 mm nederbörd.